# Synagoga Henocha Łódzkiego w Łodzi
Synagoga Henocha Łódzkiego w Łodzi – nieistniejący prywatny dom modlitwy znajdujący się w Łodzi przy Starym Rynku 2.
Synagoga została zbudowana w 1899 roku z inicjatywy Henocha Łódzkiego. Mogła ona pomieścić 30 osób. Podczas II wojny światowej hitlerowcy zdewastowali synagogę.
Po likwidacji Ghetta Litzmannstadt w 1944 roku budynek, w którym mieścił się dom modlitwy został rozebrany. W latach 50. XX wieku na jego miejscu wzniesiono nową kamienicę.